# 納穆卡勞環礁

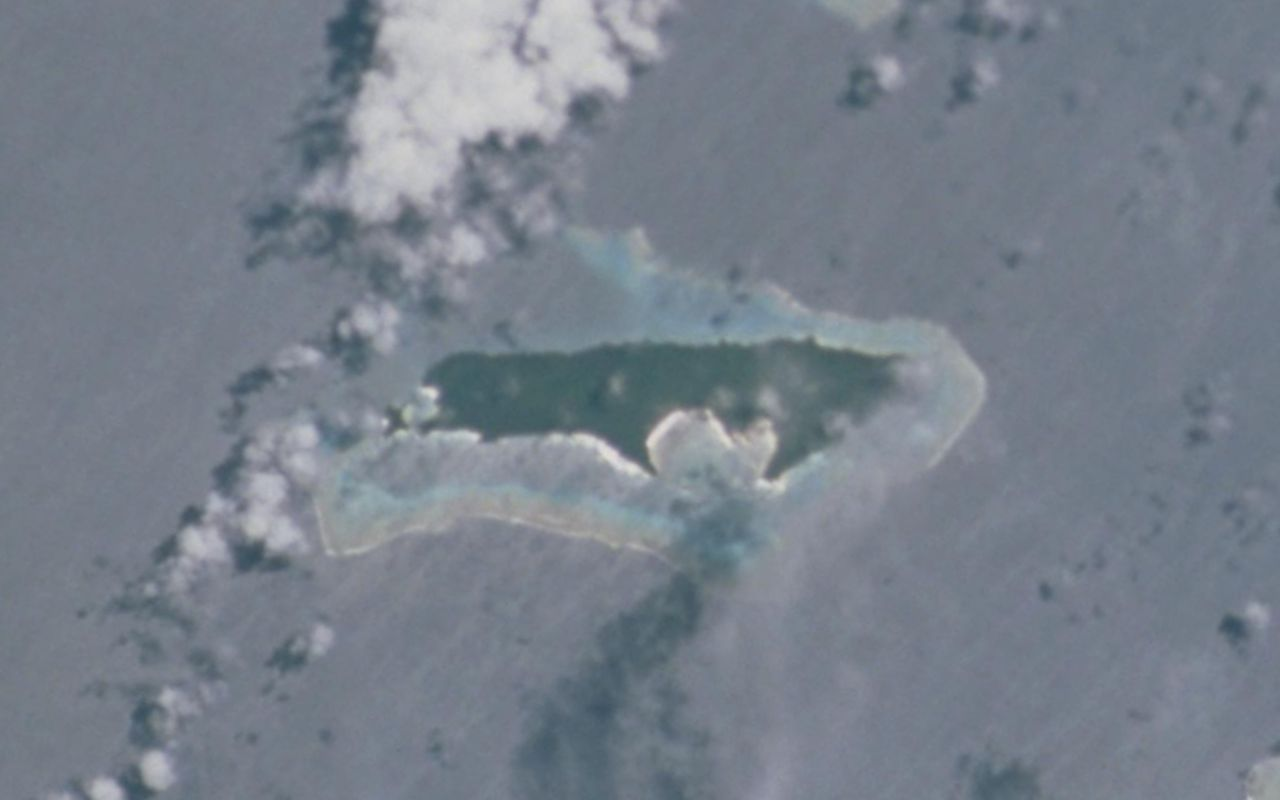

納穆卡勞環礁是斐濟的火山島，位於太平洋海域，距離坎巴拉島33公里，屬於劳群岛的一部分，長6.5公里、寬1.5公里，面積5平方公里，最高點海拔高度79米。